# Бровцын, Василий Алексеевич
Василий Алексеевич Бровцын (1866—1937) — русский военный  деятель, генерал-майор  (1917). Герой Первой мировой войны.

## Биография
В службу вступил в 1885 году после окончания Петровско Полтавского кадетского корпуса. В 1886 году после окончания Павловского военного училища по 1-му разряду произведён в подпоручики и выпущен в Даугавпилсскую крепостную артиллерию. В 1890 году произведён в поручики, в 1895 году в штабс-капитаны, в 1900 году в капитаны.
В 1907 году произведён в подполковники, командир 7-й батареи Кавказской гренадерской артиллерийской бригады. С 1908 года командир 4-й батареи 28-й артиллерийской бригады. С 1912 года командир 2-й батареи 21-го мортирного артиллерийского дивизиона.
С 1914 года участник Первой мировой войны, во главе своей батареи. В 1915 году произведён в полковники, командир 21-го мортирного артиллерийского дивизиона. В марте 1917 года назначен командующим 2-й артиллерийской бригадой. 16 октября 1917 года произведён в генерал-майоры с утверждением в должности командира бригады.

Высочайшим приказом от 4 июля 1916 года за храбрость награждён Георгиевским оружием: 
За то, что в бою 26-го августа 1915 года у ф. Кохово, находясь на передовом наблюдательном пункте под действительным ружейным и артиллерийским огнем противника и искусно руководя огнем тяжелой артиллерии, остановил повторные ожесточенные атаки превосходящих сил германцев, чем дал возможность дивизии удержаться на своей позиции, несмотря на тяжелые условия боя
После Октябрьской революции с 1918 года участник Белого движения в составе ВСЮР. С 1920 года в эмиграции в Югославии.

## Награды
- Орден Святой Анны 3-й степени с мечами и бантом (ВП 1905; Мечи — ВП 01.12.1916)
- Орден Святого Станислава 2-й степени (ВП 1910)
- Орден Святого Владимира 4-й степени с мечами и бантом (ВП 15.01.1915)
- Орден Святой Анны 2-й степени с мечами (ВП 15.12.1915)
- Орден Святого Владимира 3-й степени с мечами  (ВП 24.05.1916)
- Георгиевское оружие (ВП 04.07.1916)